# Кучерявий (заказник)
Кучерявий — ландшафтний заказник місцевого значення. Об'єкт розташований на території Новомиколаївського району Запорізької області, в межах земель Любицької сільської ради.
Площа — 55,2 га, статус отриманий у 2001 році.